# Kaple Navštívení Panny Marie (Domažličky)
Kaple Navštívení Panny Marie je sakrální stavby na jihozápadě České republiky, v Plzeňském kraji, v obci Bolešiny, respektive její části Domažličky. Zbudována byla roku 1934. Své zasvěcení dostala v upomínku na Navštívení Panny Marie.
Nachází se v severovýchodních partiích Domažliček. V těsném sousedství kaple stávala památkově chráněná lípa malolistá (Tilia cordata) o výšce 23 metrů a obvodu kmene 450 centimetrů. Nazývala se „Lípa u kapličky“ a prohlášena za památnou byla 20. června 2005. Po přibližně patnácti letech, k 9. červenci 2020, ji však byla ochrana odebrána.